# Anders Almqvist
Anders Conrad Wilhelm Almqvist, švedski veslač, * 2. julij 1885, Göteborg, † 30. november 1915, Göteborg.
Almqvist je veslal za klub Göteborgs Roddklubb, za katerega je nastopil na Poletnih olimpijskih igrah 1912 v Stockholmu v disciplini osmerec. Švedski čoln je bil izločen v prvi predtekmovalni skupini.